# Papineau (Illinois)
Papineau – wieś w Stanach Zjednoczonych, w stanie Illinois, w hrabstwie Iroquois.